# Thallarcha tineoides
Thallarcha tineoides är en fjärilsart som beskrevs av Felder 1875. Thallarcha tineoides ingår i släktet Thallarcha och familjen björnspinnare. Inga underarter finns listade i Catalogue of Life.